# Горохов, Николай Анатольевич
Николай Анатольевич Горохов (17 декабря 1950, Курск — 5 мая 2025, Владимир) — советский и российский театральный актёр, Заслуженный артист РСФСР (1989), Народный артист Российской Федерации (1997).

## Биография
Играл в Курском театре юного зрителя «Ровесник», после чего в Москве окончил Школу-студию МХАТ (1974).
После службы в армии два года играл в Ивановском театре драмы.
С 1978 года — актёр Владимирского академического театра драмы им. А. В. Луначарского.
В период с 1984 по 1993 годы трижды избирался депутатом Владимирского совета народных депутатов, был председателем комиссии по депутатской этике.
С 1993 года — председатель Владимирского отделения Союза театральных деятелей РФ, с 1995 года — председатель Ассоциации творческих союзов области.
В 2001 году избирался секретарём Союза театральных деятелей РФ.
Художественный руководитель театра-студии, возникшего первоначально как экспериментальный актёрский курс на базе Владимирского областного колледжа культуры и искусства.
До 2002 года был доцентом, затем профессором Владимирского государственного педагогического (ныне — гуманитарного) университета.
Сопредседатель регионального штаба ОНФ в Владимирской области, председатель Союза театральных деятелей Владимирской области. Доверенное лицо президента РФ В. В. Путина.
Скончался 5 мая 2025 года в городе Владимире. Похоронен на территории Свято-Боголюбского Алексиевского монастыря во Владимире.

## Личная жизнь
- Жена — Надежда Ивановна Горохова (1952—2021), дочь — Анна и трое внуков: София, Иван и Мария.

## Театральные работы
- Борис Годунов — Смута, Алексей Толстой;
- Астров — Дядя Ваня, Антон Чехов;
- Гаев — Вишневый сад, Антон Чехов;
- Фамусов — Горе от ума, Александр Грибоедов;
- Президент — Коварство и любовь, Фридрих Шиллер;
- Ленни — О мышах и людях, Джон Стейнбек;
- Сальери — Маленькие трагедии, Александр Пушкин;
- Боркин — Иванов, Антон Чехов;
- Годунов — Василиса Мелентьева, Александр Островский;
- Муров — Без вины виноватые, Александр Островский[8];
- Василий Фивейский — Жизнь Василия Фивейского, Леонид Андреев;
- Профессор Хиггинс — Пигмалион, Бернард Шоу;
- Савва Васильков — Бешеные деньги, Александр Островский;
- Кречинский — Свадьба Кречинского, Александр Сухово-Кобылин;
- Брат Лоренцо — Ромео и Джульетта, Уильям Шекспир;
- Король Лир — Король Лир, Уильям Шекспир;
- Профессор Преображенский — Собачье сердце, Михаил Булгаков;
- Мамаев — На всякого мудреца довольно простоты, Александр Островский;
- Князь Андрей Боголюбский — Андрей Боголюбский, А.Чеботарев, С.Жучков, С.Хромов;
- Паниковский — Золотой теленок, И.Ильф и Е.Петров.

## Фильмография
- 1974 — Северный вариант, эпизод
- 1989 — Кому на Руси жить..., эпизод

## Заслуги и награды
- Заслуженный артист РСФСР (1989).
- Народный артист Российской Федерации (1997).
- Медаль «За трудовую доблесть».
- Благодарность Президента Российской Федерации (23 февраля 2018 года) — за заслуги в развитии отечественной культуры и искусства, многолетнюю плодотворную деятельность[9].
- Благодарность Министра культуры Российской Федерации (21 октября 2003 года) — за многолетний добросовестный труд, высокое педагогическое мастерство и личный вклад в дело подготовки кадров для отрасли культуры и искусства[10].
- Почётный гражданин Владимирской области.

### Премии и призы
- Премия Правительства Российской Федерации имени Фёдора Волкова за вклад в развитие театрального искусства Российской Федерации (10 сентября 2005 года)[11];
- Владимирская областная премия «За особый вклад в развитие театрального искусства» им. Е. Евстигнеева.
- Владимирская областная премия «Триумф».
- Премия Владимирского обкома ВЛКСМ.
- Серебряная медаль СТД РФ «За большой вклад в сохранение и развитие театрального искусства России».
- Премия Владимирского отделения ВТО им. Н. Короткова.
- Премия «Золотая Маска» «За выдающийся вклад в развитие театрального искусства» (2022)[12]